# Tuerie de l'Université Concordia
 (juillet 2011).
Si vous disposez d'ouvrages ou d'articles de référence ou si vous connaissez des sites web de qualité traitant du thème abordé ici, merci de compléter l'article en donnant les références utiles à sa vérifiabilité et en les liant à la section « Notes et références ».
La tuerie de l'Université Concordia fait référence à une tuerie en milieu scolaire canadienne survenue le 24 août 1992 dans l'Édifice Henry F. Hall à l'Université Concordia, à Montréal (Québec). Un professeur en génie mécanique de cette université, Valery Fabrikant, tua quatre collègues de travail et en blessa une autre au neuvième étage de l'édifice Henry F. Hall de l'établissement. Il s'agit de la troisième tuerie en milieu scolaire la plus meurtrière à survenir au Canada après le massacre de l'école polytechnique de Montréal en 1989 et celle de La Loche Community School en 2016.

## Déroulement des événements
Le 24 août 1992, aux environs de 14h30, Valery Fabrikant pénètre au neuvième étage de l'édifice Henry F. Hall avec un attaché-case contenant trois armes de poing et une grande quantité de munitions.
Il tente tout d'abord de trouver M. N. Srikanta Swamy, le doyen du département d'ingénierie et de science informatique, et Sam Osman (le directeur du département de génie mécanique), mais ils ne sont pas sur place. Il se rend par la suite à son bureau où il avait rendez-vous avec Michael Hogben, le président de la Concordia Faculty Association (CUFA). Selon la police, Hogben a tenté de remettre à Fabrikant une lettre décrivant les conditions auxquelles il devrait se soumettre s'il voulait visiter les bureaux de la CUFA. La lettre spécifiait que son accès devait être limité parce que son comportement antérieur avait créé une « détresse considérable » aux travailleurs de l'association. Fabrikant a sorti une arme de calibre .38 et a tiré trois fois sur Hogben, qui fut tué sur le coup.
Jaan Saber, un collègue de la faculté dont le bureau était non loin, a appelé de son bureau. Fabrikant a traversé le couloir et a tiré deux fois sur Saber, qui est mort le jour suivant à l'hôpital. De retour dans le couloir et retournant au bureau de Osman, il tire sur Elizabeth Horwood, qui tentait de s'enfuir. Il la blesse à la cuisse.
Fabrikant parcourt ensuite les corridors du neuvième étage et se rend dans le bureau de Phoivos Ziogas (directeur du département de génie informatique et électrique) de l'autre côté de l'édifice. Ziogas discutait avec Schwelb, un collègue, lorsque Fabrikant fait irruption et tire deux fois sur Ziogas, qui mourra à l'hôpital un mois plus tard. Une bagarre s'engage entre Schwelb et Fabrikant, qui perd son arme. Ignorant que ce dernier avait deux autres armes dans sa valise, Schwelb retourne aider Ziogas.
Matthew Douglass, un professeur de génie civil proche de Swamy, essaie de négocier avec Fabrikant, qui était retourné dans le bureau du doyen. Fabrikant lui tire dessus quatre fois avant que la victime ne succombe à ses blessures. Il prend ensuite en otage un agent de sécurité et un autre professeur dans un bureau et appelle les urgences en disant qu'il vient de commettre « plusieurs meurtres » et qu'il veut parler à un journaliste de la télévision. Quand il baisse son arme pour ajuster le téléphone, le professeur le désarme et l'agent de sécurité le maîtrise.

## Enquête
Une équipe du journal The Gazette a inspecté le dossier académique de Fabrikant et découvert que ce dernier avait émigré de l'URSS non pas parce qu'il était un dissident politique, mais parce qu'il avait été renvoyé à plusieurs reprises pour son comportement perturbant et menaçant.
Avant la fusillade, le tueur de masse s'est plaint de s'être fait refuser la titularisation à quatre reprises, accusait ses employeurs de chercher à le congédier et s'opposait fermement à la pratique de créditer certaines personnes en tant que coauteurs de publications auxquelles elles n'avaient pas vraiment contribué. Il était en cours de procès contre deux collègues pour cette raison.

### Rapports d'enquête
À la suite de ces événements, le gouvernement canadien demande la création de deux comités d'enquête indépendants. Le commissaire Harry W. Arthurs, directeur de l'un d'eux, publiera un rapport qui confirmera certaines allégations de Fabrikant. À la suite de cette enquête, l'Université Concordia prendra certaines mesures. Le recteur Patrick Kenniff sera renvoyé et le contrat de la vice-rectrice Rose Sheinin ne sera pas renouvelé.

## Valery Fabrikant
Fabrikant purge sa peine de prison à l'Établissement Archambault de Sainte-Anne-des-Plaines dans les Laurentides et est éligible à la libération conditionnelle le 24 août 2017. Toutefois, à cette date, la libération conditionnelle lui est refusée et le sera de nouveau à plusieurs reprises, comme en juin 2022.